# Ungodly Hour
Ungodly Hour è il secondo album in studio del duo musicale statunitense Chloe x Halle, pubblicato il 12 giugno 2020 dalla Parkwood Entertainment e dalla Columbia Records.
Nell'ambito dei Grammy Award annuali ha ottenuto la candidatura come Miglior album urban contemporaneo.

## Descrizione
Il secondo album in studio del duo è costituito da sonorità provenienti dal contemporary R&B, pop, hip hop, toccando inoltre il soul, blues, gospel, indie pop e techno. Il progetto discografico vede le artiste presenti nella composizione e produzione di tutte e tredici le tracce, con la collaborazione di Scott Storch, Mike Will Made It, Boi-1da, Victoria Monét e Swae Lee. In un'intervista con Zane Lowe per Apple Music su BBC Radio 1, Chloe disse che il duo «voleva davvero mostrare come potevamo accoppiare la loro musicalità con qualche stimolo dance e lasciare che la gente si divertisse».
Il duo ha sviluppato il titolo Ungodly Hour mentre scriveva il singolo principale Do It. Halle ha rivelato che hanno dato al disco questo nome perché «va bene non essere sempre perfetti. Volevamo sfidare l'idea di essere questi angeli perfetti che tutti hanno questa immagine di noi nella loro testa». In un'altra intervista con National Public Radio, Halle ha anche detto che sentiva che l'album tratta di una persona che «può pensare a tutte le insicurezze o gli alti e bassi che può avere nella vita, da qui il motivo per cui nel brano omonimo al progetto cantano "Quando decidi che ti piaci, e hai bisogno di qualcuno nella tua vita, amami nell'ora più assurda. Amami al mio meglio e al mio peggio».

## Pubblicazione e promozione
Il 14 maggio 2020 il duo ha annunciato l'album, rivelandone nell'occasione anche la copertina.  Il duo ha rivelato la tracklist via social media il 28 maggio, e il 2 giugno ha posticipato l'uscita dell'album di una settimana come gesto di solidarietà con il movimento Black Lives Matter e le proteste globali intorno alla morte di George Floyd. Ungodly Hour è stato pubblicato il 12 giugno 2020 insieme alla pubblicazione del video musicale per il suo terzo singolo Forgive Me.
In promozione dell'album sono stati estratti tre singoli, Catch Up, Do It e Forgive Me, tutti promossi con esibizioni live in numerosi talk show ed eventi musicali. Sono inoltre stati promossi i brani Ungodly Hour, cantato ai People Choice Awards e MTV Video Music Awards, Baby Girl, presentato in occasione dei Billboard Women in Music in cui il gruppo ha ricevuto il Rising Star Award.
Terzo brano eseguito in occasione della nuova edizione dell'album è stato Wonder What She Thinks of Me, nominato ai Grammy Award, e vincitore del NAACP Image Award come miglior collaborazione tradizionale di un duo o gruppo.

### Singoli
Il primo estratto dall'album è stato il brano Catch Up il 17 aprile 2020.
Il singolo principale, Do It, è stato reso disponibile il 14 maggio 2020, divenendo il primo brano del duo ad esordire nella Billboard Hot 100. Nel corso dell'estate hanno cantato il brano in numerosi talk show statunitensi, tra cui al Today Show e Jimmy Kimmel Live!,  e premiazioni musicali, tra cui BET Awards e GLAAD Media Awards. La canzone ha inoltre ricevuto nomine in numerose premiazioni, tra cui come miglior canzone R&B ai Grammy Awards, Soul Train Music Award, iHeartRadio Music Awards, MTV Video Music Awards, vincendo il NAACP Image Award come miglior canzone R&B/Soul.
Forgive Me è stato accompagnato dal proprio video musicale in concomitanza all'uscita del progetto musicale.

## Accoglienza
Il progetto discografico è stato accolto positivamente dalla critica musicale. Rachel Aroesti di The Guardian ha affermato che la coppia abbina «sontuose armonie a ritmi intricati» e che l'attenzione dell'ascoltatore è attirata dai dettagli dell'album e «dal fascino a fuoco lento delle melodie vocali della coppia, che sono abitualmente inventive, ornate e ossessionanti». La rivista Billboard definisce il progetto «sexy e sorridente», apprezzando lo sguardo introspettivo dei brani.
Shahzaib Hussain di Clash ha dichiarato che l'album «è una dichiarazione di sorellanza e solidarietà, una proiezione di una generazione di giovani donne nere incoraggiate da una volontà collettiva di attuare un cambiamento efficace di fronte alle avversità del nostro tempo» che le voci e le armonie della coppia hanno elevato i brani più banali. La rivista Rolling Stone descrive l'album come «un'impeccabile gemma R&B» poiché «Ungodly Hour è ben oltre l'atmosfera adolescenziale del loro debutto, The Kids Are Alright, le sorelle si mostrano come sofisticate scrittrici, produttrici e cantanti».
Alphonse Pierre di Pitchfork introduce la sua revisione scrivendo che «le sorelle del R&B si prendono maggiori rischi con la loro produzione e la loro scrittura» affermando che «la maggior parte delle persone dovrebbe capire che Chloe x Halle non sono solo personaggi televisivi o ex star di YouTube», concludendo che il progetto dovrebbe rendere orgogliosa la loro mentore, Beyoncé. Sempre per Pitchfork, Allison P. Davis scrive che «le sorelle Bailey hanno tranquillamente perso un po' della spensieratezza del passato» rimanendo piacevolmente colpita dal progetto che dimostra «la padronanza delle loro intricate armonie su una produzione carismatica e fluida».

## Riconoscimenti
Grammy Awards
- 2021 – Candidatura al miglior album R&B progressivo

BET Awards
- 2021 – Candidatura al miglior album

Soul Train Music Award
- 2020 – Candidatura al miglior album

Riconoscimenti di fine anno
1º — Clash
2º — Time
4º — People
6º — Dazed
8º — GQ (UK)
9º — Us Weekly
9º — Variety (Chris Willman)
12º — The Guardian
15º — Complex
17º — Billboard
19º — Rolling Stone
28º — Pitchfork
34° —  The Fader

## Tracce
1. Intro – 0:28 (musica: Chloe Bailey, Halle Bailey, Mark Spears, Nija Charles)
2. Forgive Me – 2:38 (Chloe Bailey, Halle Bailey, Mark Spears, Nija Charles)
3. Baby Girl – 3:32 (Chloe Bailey, Halle Bailey)
4. Do It – 2:56 (Chloe Bailey, Halle Bailey, Anton Kuhl, Scott Storch, Victoria Monét, Vincent van den Ende)
5. Tipsy – 2:33 (Chloe Bailey, Halle Bailey)
6. Ungodly Hour – 4:16 (Chloe Bailey, Halle Bailey, Guy Lawrence, Howard Lawrence)
7. Busy Boy – 3:10 (Chloe Bailey, Halle Bailey, Jeff Gitelman, Nasri Atweh)
8. Catch Up (con Swae Lee feat. Mike Will Made It) – 3:04 (Chloe Bailey, Halle Bailey, Adam Waldman, Asheton Hogan, Khalif Brown, Michael Len Williams II)
9. Overwhelmed (feat. Masego) – 0:52 (musica: Chloe Bailey, Halle Bailey)
10. Lonely – 3:15 (Chloe Bailey, Halle Bailey, Felicia Ferraro, Scott Storch, Vincent van den Ende, Wallis Lane)
11. Don't Make It Harder on Me – 3:35 (Chloe Bailey, Halle Bailey, Jeff Gitelman, Nasri Atweh)
12. Wonder What She Thinks of Me – 3:32 (Chloe Bailey, Halle Bailey)
13. ROYL – 3:25 (Chloe Bailey, Halle Bailey, Jahaan Sweet, Matthew Jehu Samuels)

## Successo commerciale
Ungodly Hour ha esordito all'80ª posizione della Official Albums Chart britannica con 1 351 unità vendute, diventando il primo ingresso in classifica delle Chloe x Halle. L'album ha esordito alla 16ª posizione della Billboard 200 con 24 000 copie vendute, determinando il più alto ingresso del duo nella classifica di vendita statunitense.

## Classifiche
| Classifica (2020) | Posizione massima |
| ----------------- | ----------------- |
| Belgio (Fiandre)  | 160               |
| Canada            | 71                |
| Francia           | 200               |
| Regno Unito       | 80                |
| Stati Uniti       | 16                |